# Fujii Kaze "NAN-NAN SHOW 2020" HELP EVER HURT NEVER
『Fujii Kaze "NAN-NAN SHOW 2020" HELP EVER HURT NEVER』（ふじい かぜ "なんなん ショウ 2020" ヘルプ・エヴァー・ハート・ネヴァー）は、日本のシンガーソングライター・藤井風が2020年10月29日に日本武道館にて開催したワンマンライブ、および2021年4月21日にHEHN RECORDS / ユニバーサルミュージックより発売された映像作品。自身初の武道館公演となった。

## 概要
2020年9月4日、日本武道館にて自身初のワンマンライブが開催されることが発表された。
本公演は、約90分で、新型コロナウイルス感染拡大防止の観点から1部と2部に分けられ、1部と2部の間には換気時間が設けられた。入場にはマスク着用が必要で、入場時、退場時、および公演中は、私語・歓声は厳禁とされた。会場でのグッズ販売は行われなかった。また、本公演は、会場からの生中継配信も行われた。なお、アーカイブ視聴はなかった。
「私語厳禁のため、待ってる間に退屈しないように」との思いから、開演30分前には、FM802の飯室大吾をラジオDJに迎えたスペシャルラジオが会場に流された。このラジオは、藤井のこれまでを振り返る内容であった。本ラジオは、後述の公式アプリ「Fujii Kaze」で視聴することができる。
チケットは、政府の定める上限数のみ販売され、来場チケット、限定Tシャツ付来場チケット、生中継配信視聴チケット、限定Tシャツ付生中継配信視聴チケットの全4種類のチケットが発売された。ソーシャルディスタンスを確保するため、客席は市松模様に配置された。来場チケット7000枚は即日、ソールドアウトし、配信チケットはドームクラスが埋まるほどの売上数を記録した。

本公演の開催にあたって、藤井はこのようにコメントしている。
色んなことが再び動き出し、何か新しいものが始まる。そんなきっかけを少しでもお手伝い出来たらと思います。この歴史ある武道館という場所に立たせていただく意味を、みなさんと分かち合いたいです。ネガティブなエネルギーを全て流せるようなパワーをお届け出来るよう頑張ります。一緒にHELP EVER HURT NEVERしましょう^_^
本公演では、1部では藤井のピアノ弾き語り、2部ではバンド編成で、1stアルバム『HELP EVER HURT NEVER』収録曲が演奏されたほか、1部では藤井がこれまでYouTubeに投稿してきたカバー曲、2部では新曲「へでもねーよ」「青春病」も演奏された。これらの2曲は翌日、デジタルリリースされた。
また、公演終了後に自身の公式アプリ「Fujii Kaze」のリリースが発表された。

## リリース
2020年12月24日、本公演の模様を収録した映像作品が、2021年春にリリースされることが発表され、公演のハイライト映像が公式YouTubeチャンネルで公開された。
2021年3月15日、リリース日とその内容が発表された。本作は、Blu-rayのみの発売であり、三方背ケース仕様となっている。また、公演映像に加え、特典として公演の開催までを追いかけたドキュメントムービー「RUNNING FOR BUDOKAN」と、現場の空気を閉じ込めた「ライブ」「ドキュメント」の2つに分かれた特製フォトブック、B4サイズのツアービジュアルポスターが封入する。
発売に先駆け、4月9日には「何なんw」の公演映像が公式YouTubeチャンネルにて公開された。2022年8月23日には、タイでの人気急上昇に合わせ「死ぬのがいいわ」の公演映像が公開された。2022年3月3日には、本作が「第14回CDショップ大賞」において、ライヴ作品賞を受賞した。

## 収録内容
本編「Fujii Kaze "NAN-NAN SHOW 2020" HELP EVER HURT NEVER」
1部（ピアノ弾き語り）
1. Introduction
2. アダルトちびまる子さん[注釈 2]
3. Close To You
4. Just the Two of Us
5. 丸の内サディスティック
6. 特にない
7. 風よ

2部（バンド編成）
1. 何なんw
2. もうええわ
3. 優しさ
4. キリがないから
5. 罪の香り
6. 調子のっちゃって
7. 死ぬのがいいわ
8. へでもねーよ（新曲）
9. 青春病（新曲）
10. さよならべいべ
11. 帰ろう

特典映像「RUNNING FOR BUDOKAN」

## メンバー
- 藤井風 - ボーカル、ピアノ
- 大月文太 - ギター
- 真船勝博 - ベース
- 佐治宣英 - ドラムス
- HILOMU - ダンス[注釈 3]